# Stromanthe boliviana
Stromanthe boliviana är en strimbladsväxtart som beskrevs av Karl Moritz Schumann. Stromanthe boliviana ingår i släktet broktoppar, och familjen strimbladsväxter.
Artens utbredningsområde är Bolivia. Inga underarter finns listade.